# Elsie Lessa
Elsie Lessa -nascuda com Maria Francisca Pinheiro Ribeiro- (São Paulo, 5 d'abril de 1914-Cascais, 17 de maig de 2000) fou una periodista, escriptora i cronista brasilera.
Filla de Maria Júlia Ribeiro i Albertino Pinheiro, d'origen nord-americà, entra en el món del periodisme al 1945. Des de 1952 fins a la seua mort al 2000 als 86 anys, Elsie publicà sense interrupció en el diari O Globo, l'única escriptora que ha tingut un espai en aquest periòdic tan llarg temps. Sobre ella, l'escriptor Ruy Castro assenyalà: "Elsie té el seu lloc al costat dels grans cronistes de la llengua portuguesa, com Rubem Braga, Paulo Mendes Campos i Fernando Sabino".
Era neta de l'escriptor i gramàtic Júlio Ribeiro, membre de l'Acadèmia Brasilera de Lletres, i estigué casada amb el també literat Orígenes Lessa, amb qui tingué un fill, el periodista, columnista i escriptor Ivan Lessa. Es casà també amb el periodista i escriptor Ivan Pedro de Martins.
L'autora fou inclosa en el grup d'escriptores de la «nova literatura brasilera» de la dècada de 1940, entre Helena Silveira (1911-1988), Ondina Ferreira (1909), Elisa Lispector (1911-1989), Lia Correia Dutra (1908-1989), Lúcia Benedetti (1914-1998) i Alina Paim (1919-2011), entre d'altres.

## Obra
- Pelos caminhos do mundo (1950). Rio de Janeiro: A Noite.

- A dama da noite (cròniques, 1963). Rio de Janeiro: Livraria J. Olympio.

- Delenda Bahia (1965).

- Feiras e exposições (1967).

- Crônicas de amor e desamor (1973). Rio de Janeiro: F. Alves.

- Ponte Rio-Londres (1984). Rio de Janeiro: Editora Record.

- Canta, que a vida é um dia (1998). Rio de Janeiro: Razao Cultural. ISBN 85-86280-25-9.

- Formoso Tejo meu: (crónicas) (1998). Lisboa: Editora Pergaminho. ISBN 972-711-173-4.